# Albina (Suriname)
Albina (Sranan Tongo: Kapleri) ist ein südamerikanischer Ort und Ressort in Suriname, nahe der Grenze zu Französisch-Guayana. Er liegt am Marowijne, 29 km südlich von dessen Mündung in den Atlantik, und hat 5247 Einwohner (Census 2012).

## Geschichte
August Kappler gründete im Dezember 1846 die Niederlassung Albina am Marowijne (oder Maroni), dem Grenzfluss von Suriname mit Französisch-Guayana. Er benannte den Ort nach seiner Verlobten und späteren Frau Albina Josefine Liezenmaier aus Stuttgart, die ihm 1853 nach Suriname folgte. Nach einer anfänglich gut florierenden forstwirtschaftlichen Nutzung mit Hilfe württembergischer Holzfäller verlegte sich Kappler danach auf den Handel mit den Marrons, den Kariben und Arawak. Nach der Entdeckung von Goldvorkommen am Lawa (Oberlauf des Marowijne) nahm der Ort dreißig Jahre nach der Gründung einen großen Aufschwung. 1876 wurde Albina Standort eines durch den Staat angestellten Distriktskommissars; dadurch fühlte sich Kappler in seiner Freiheit bedrängt und kehrte drei Jahre später nach Europa zurück.

## Nachkriegszeit
Nach dem Ersten Weltkrieg, als das Goldfieber sich gelegt hatte, entwickelte Albina sich zu einem Bade- und Erholungsort für die Bevölkerung der Hauptstadt Paramaribo. Zwischen den Palmen wurden ein kleines Hotel, eine Reihe von Pensionen, Geschäftshäuser und ein Fähranleger gebaut. In den 1980er Jahren wurde der Ort während des Bürgerkrieges vollständig zerstört. Erst allmählich erholt der Ort sich wieder von den Kriegsschäden.
Albina ist Durchreisestation für Touristen auf dem Weg nach Französisch-Guayana, nach Galibi (flussabwärts) und zum Oberen Marowijne.
Albina ist die Hauptstadt des Distrikts Marowijne, der etwa 17.000 Einwohner (2004) zählt und damit zu den bevölkerungsreichsten Distrikten des Landes gehört. Albina ist bekannt für seinen Park Het Park am Fluss, sowie als Zentrum für Exkursionen in den Regenwald, z. B. zum landschaftlich reizvollen Dorf Stoelmanseiland im Lawa-Fluss.

## Wirtschaft
Für die Wirtschaft ist der Handel mit Französisch-Guayana wichtig. Der Grenzübergang nach Französisch-Guayana (die Grenze bildet der Marowijne-Fluss) ist der einzige von Bedeutung in Ost-Suriname. Der Grenzort auf der französischen Seite ist Saint-Laurent-du-Maroni.
Von Paramaribo aus ist Albina auf der so genannten Ost-West-Verbindung zu erreichen. Busse benötigen etwa 2½ Stunden für die 142 km lange Strecke.

## Söhne und Töchter der Stadt
- Henk Chin A Sen (1934–1999), ehemaliger Staatspräsident von Suriname